# KULT: The Temple of Flying Saucers
KULT: the Temple of Flying Saucers es un videojuego del género de aventura gráfica, publicado en 1989, por Exxos.
Ambientado en un entorno posapocalíptico en el que Raven, un Tuner (una raza que tiene poderes parapsicológicos), es capturado como prisionero en el templo de los protozorqs, y debe encontrar y escapar con su novia, que también ha sido secuestrada. No es nada fácil porque los protozorqs, que están armados con zapsticks, matarán al protagonista tranquilamente si hace algo que no les gusta.
El juego cuenta con una interfaz única del estilo point and click con escenarios en 2D en los que el personaje principal no era dibujado; cualquier objeto o personaje, al ser cliqueado, muestra un pequeño cerval con múltiples opciones. El juego transcurre en tiempo real teniendo solo 1 hora para completarlo. Para resolver los distintos puzles hay que usar el ingenio y buenos reflejos para evitar las trampas de cada uno de ellos. Un detalle interesante es la capacidad de usar poderes PSI, tales como confundir la mente, telequinesis, fuerza asesina, etc.
Los gráficos del juego son del estilo de Exxos, extraños y detallistas aumentando la magnífica ambientación del juego.
La versión de Amiga tiene una buena sintonía.
La versión estadounidense del juego se tituló Chamber Of The Sci-Mutant Priestess.
Se publicaron diferentes versiones del juego:
- La versión de Amiga tenía gráficos basados en OCS y efectos de sonido digitalizados.
- La versión de PC, que era para DOS, tenía gráficos EGA o Targa de 16 colores, gráficos CGA de 4 colores, o gráficos Hercules de 2 colores. Los efectos de sonido eran pitidos del altavoz del PC, con una melodía siempre de fondo.

- Datos: Q3200336